# Особняк Коллоредо - Мансфельд
Oсобняк Коллоредо-Мансфельд — особняк на греческом острове Идра принадлежащий дворянскому роду Коллоредо — Мансфельд, так же известен как Old Carpet Factory (досл.: «бывшая ткацкая мастерская»). Особняк был построен в конце XVIII века для семьи Тсамадос (греч. Τσαμαδός) и позже отдан церкви под школу по обучению ткацкому мастерству.
Идра была заселена Албанскими поселенцами в XVII веке. Традиционно дома на острове строились узкими и прочными. Они были расположены в дали от гавани на склонах гор, чтобы было легче защищаться от набегов пиратов. Простые дома строились из побеленного известью камня и имели узкую прямоугольную форму с черепичными крышами без каких-либо орнаментов. Особняки богатых судовладельцев, таких как Анастасиос Цамадос были намного больше и просторнее, но не отличались внешней роскошью.
В 1950-х годах скульптор Джон Ла Фарж купил дом и отремонтировал его, удалив часть ветхой крыши. Он застеклил подпорную арку, чтобы создать большое окно, выходящее в частный двор. Арка Ла Фаржа вместе с тремя большими элегантными окнами стала визитной карточкой особняка.
В 1976 году особняк приобрела аристократка Кристина Коллоредо-Мансфельд. С тех пор дом принадлежит её семье. В 2015 году нынешний владелец музыкальный продюсер Стефан Коллоредо-Мансфельд превратил нижнюю часть дома в студию звукозаписи и неофициальную арт-резиденцию. Он поддерживает и сотрудничает с музыкантами со всего света. В число гостей резиденции входят такие имена как французский певец, поэт и музыкант Себастьен Телье, Ариэль Кальма, начавший свою карьеру у истоков конкретной музыки в легендарной студии инженера-акустика Пьера Шеффера, а также турецкий музыкант-изобретатель, Геркем Сен, создатель музыкального инструмента яйбахар.

## В современной культуре
1. В 2015 году альбом Себастьяна Телье «Power of Power» был частично сочинен и записан на Идре в студии особняка Коллоредо-Мансфельд. Телье снял музыкальное видео, в котором можно увидеть остров и комнаты особняка[5].
2. В 2018 году французско-греческий писатель Макис Малафекас написал роман «Δε λες κουβέντα» («Афины без документов»), в основу которого легла кража картины из особняка Коллоредо-Мансфельд. Один из центральных героев романа основан на Стефане Коллоредо-Мансфельд — нынешнем владельце особняка[6].

## Список владельцев

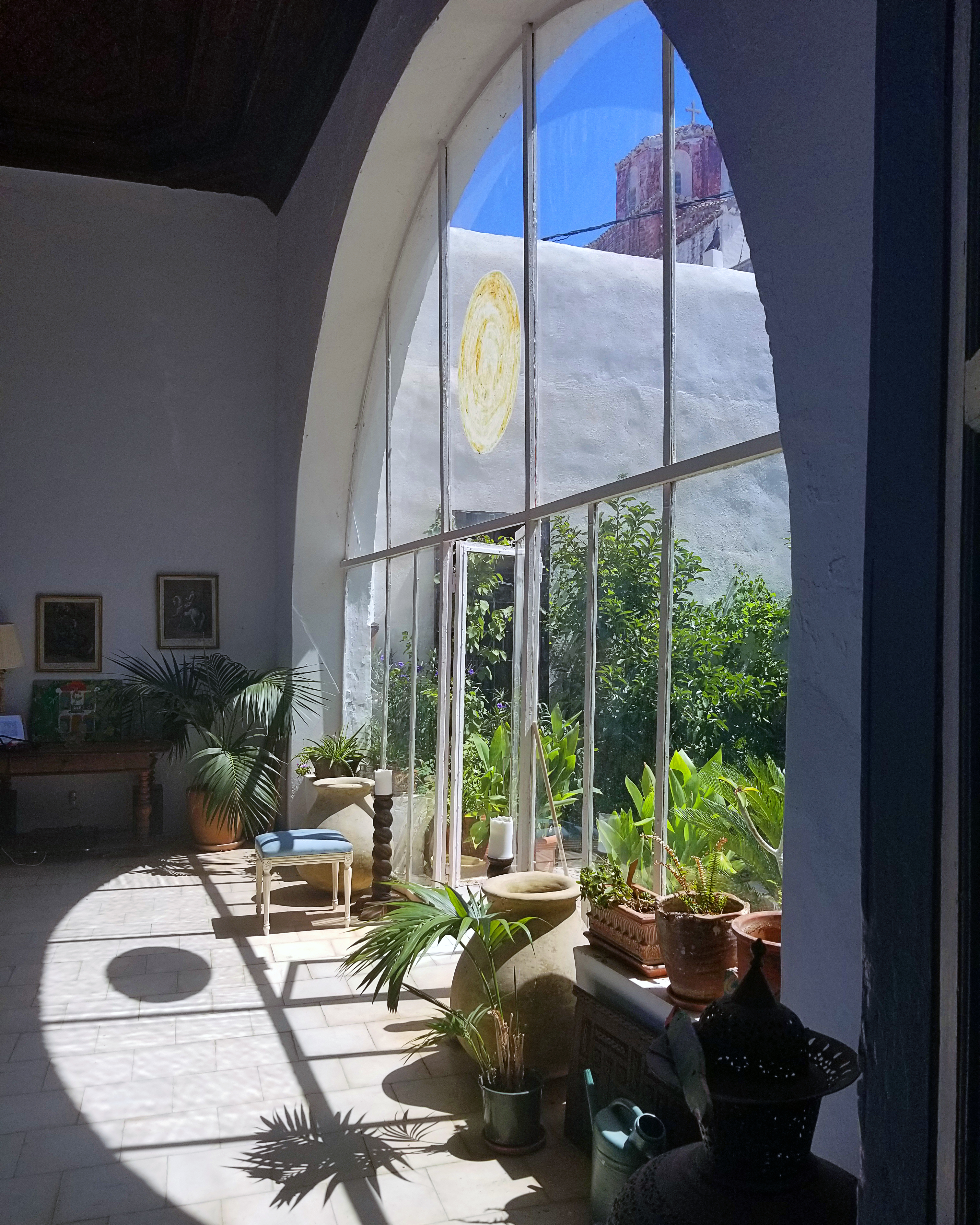
Арка Джона Ла Фаржа

- Анастасиос Цамадос
- Джон Ла Фарж
- Кристина Коллоредо-Мансфельд
- Стефан Коллоредо-Мансфельд